# Gabriel Pereira de Castro
Gabriel Pereira de Castro, né à Braga le 7 février 1571 et mort à Lisbonne le 18 octobre 1632, était un poète et magistrat portugais.

## Biographie
Né dans une petite ville du nord du Portugal, il était le fils de Francisco de Caldas Pereira y Castro. Il a obtenu son diplôme en droit à l'Université de Coimbra (l'université portugaise la plus ancienne) où il a occupé la chaire de droit. Il fut ordonné prêtre dans l'Archidiocèse de Braga et occupa ensuite de hautes fonctions dans la magistrature portugaise. Il a exposé ses doctrines de savant jurisconsulte dans l'œuvre De manu regia, en deux volumes, et dans un recueil de décisions de la Cour Suprême du Portugal (1621).
Quand il était jeune il s'intéressait à la poésie, étudiait la littérature classique et la mythologie grecque. Il composa en vers élégants Ulisseia ou Lisboa edificada, un poème héroïque, rédigé sur les traces des œuvres homériques et qui fut édité posthume par son frère.
Lope de Vega lui a dédié un sonnet.[réf. nécessaire]

## Œuvres
- (la) De manu regia tractatus prima [-secunda] pars. In quo, omnium legum regiarum (quibus Tegi Portugalliae inuictissimo, in causis ecclesiasticis cognitio permissa est) ex iure, priuilegio, consuetudine, seu concordia, sensus, & vera decidendi ratio aperitur. Gabriel Pereira de Castro ex senatoribus sui supremi Lusitaniae senatus minimus, 1622-1625[2], vol I:  e vol. II: .
- (la) Decisiones supremi, eminentissimique Senatus Portugalliæ ex gravissimorum patrum responsis collectæ ad. Gabriele Pereira de Castro , 1621.
- (pt) Ulyssea ou Lysboa edificada poema heroyco de Gabriel Pereira de Castro, 1636.
- (pt) Monomachia sobre as concordias que fizeram os reis com os prelados de Portugal, 1738, posthume.

## Source
- M. l'abbé Glaire et M. le vicomte Walsh (dir.), Encyclopédie catholique, tome V, Paris, Parent-Desbarres, 1843.
- (it) Dizionario Letterario Bompiani. Autori, vol. III, Milan, Bompiani, 1957, p. 119.